# غريغ فيتزسيمونز
غريغ فيتزسيمونز (بالإنجليزية: Greg Fitzsimmons)‏ هو مدون صوتي وكاتب سيناريو أمريكي، ولد في 5 أبريل 1966 في نيويورك في الولايات المتحدة.

## وصلات خارجية
- غريغ فيتزسيمونز على موقع IMDb (الإنجليزية)
- غريغ فيتزسيمونز على موقع ميوزك برينز (الإنجليزية)
- غريغ فيتزسيمونز على موقع أول ميوزيك (الإنجليزية)
- غريغ فيتزسيمونز على موقع ديسكوغز (الإنجليزية)
- غريغ فيتزسيمونز على موقع قاعدة بيانات الفيلم (الإنجليزية)